# FK Volga Gorki
Volga Gorki (Russisch: фк Волга Горький) was een Russische voetbalclub uit de stad Gorki, tegenwoordig Nizjni Novgorod. De club heeft niets te maken met Volga Nizjni Novgorod, een club die bestond tussen 1998 en 2016.

## Geschiedenis
De club ontstond in 1963 door een fusie van Tsjajka Gorki en Raketa Gorki. De club nam de plaats van Tsjajka in de tweede klasse in en werd vicekampioen achter Sjinnik Jaroslavl, waardoor ze promoveerden naar de hoogste klasse. Bij de elite eindigden ze samen met Torpedo Koetaisi op een dertiende plaats. Omdat er vier clubs moesten degraderen dat jaar speelden Volga en Torpedo op neutraal terrein in Tasjkent een play-off waarvan de verliezer zou degraderen. Torpedo won met 4-2 en Volgda moest na één seizoen terug naar de tweede klasse. De volgende jaren eindigde de club wisselend in de lagere en hogere middenmoot. Doordat de tweede klasse in 1970 teruggebracht werd naar één reeks, speelde Volga vanaf dan in de derde klasse. 
In 1974 bereikte de club de eindronde om promotie, maar kon deze niet afdwingen. De volgende jaren presteerde de club steeds slechter en in 1982 en 1983 werden ze zelfs laatste. Na het seizoen 1984 werd de club ontbonden. 